# Yevgueni Baránov
Yevgueni Aleksándrovich Baránov (en ruso Евгений Александрович Баранов, 30 de junio de 1995) es un jugador profesional de voleibol ruso, juega en posición líbero.

## Palmarés

### Clubes
Copa de Rusia:
- 2020

Copa CEV:
- 2021[2]

Campeonato de Rusia:
- 2021